# Diplotoxa versicolor
Diplotoxa versicolor är en tvåvingeart som först beskrevs av Friedrich Hermann Loew 1863.  Diplotoxa versicolor ingår i släktet Diplotoxa och familjen fritflugor. Inga underarter finns listade i Catalogue of Life.